# 阿瓦洛斯小丘群

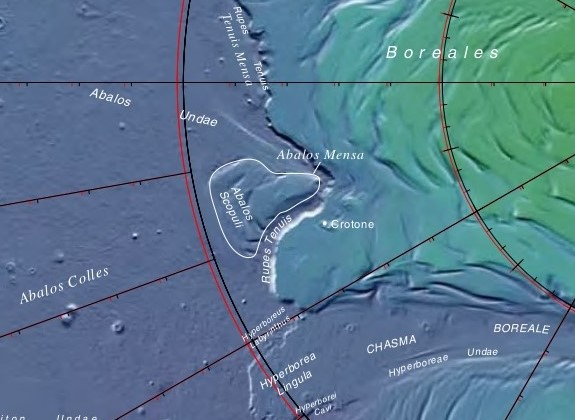
美国地质勘探局地图局部，显示了特纽依斯峭壁附近北极高原上阿瓦洛斯小丘群的位置，还显示了阿瓦洛斯桌山、阿瓦洛斯叶状陡坡和特纽依斯桌山。

阿瓦洛斯小丘群（拉丁語：Abalos Colles）是火星北极高原特纽依斯峭壁基底单元的地层片段，位于特纽依斯峭壁南面和埃斯科里亚尔陨击坑西侧之间，它包含有16座小丘岗。阿瓦洛斯小丘群是火星北极附近已命名特征之一，其名称源自北纬72度、西经70度的一处火星古典反照率特征，后者得名于欧洲北海黑尔戈兰群岛的一座消失的古岛屿，2003年得到国际天文联合会正式认可。
阿瓦洛斯丘群分布区域为北纬74.81度至北纬78.78度、东经284.54度到东经293.39度（西经66.61度–西经75.46度）.，其中心位于北纬71.65度，西经76.83度处，直径范围235.83公里。阿瓦洛斯丘群的丘岗外观不规则，呈棱角或圆锥状。圆锥丘群的顶部有的坑洼，有的平坦。它们的高度从不足100米到700米以下不等，顶部直径在20公里范围内。阿瓦洛斯沙丘群场的最北端边界位于将阿瓦洛斯丘群与北极主冰盖隔开的西南沟壑中，从那里沙丘场向西南延伸，一直抵达北方大平原低地。

## 形成
阿瓦洛斯小丘群地层显示出与特纽依斯峭壁基底单元相似的特征，它被认为是一块更大、连续的古北极基底单元的残余物。阿瓦洛斯丘群地层被认为是特纽依斯峭壁基底单元被大规模侵蚀的结果。可能的侵蚀机制包括陨石坑撞击产生的喷射物，覆盖并保护了古老的基底单元。
顶部平坦或有坑洼的圆锥丘可能是由撞击坑顶部的累积层所形成，依据不同原始撞击坑的大小，这些累积层随后会受到不同程度的侵蚀 。在北极峡谷南部边界，一系列顶部平坦、坑洼或带有陨坑的阿瓦洛斯丘群山丘都显示出与玄武岩成因的冰岛盾状小火山相似的形态特征。根据这两颗行星的拓扑结构差异进行调整后，地球火山和火星火山都有相似的边坡和体积直径比，后者被定义为“火山生产率指数”。

## 高分辨率成像科学设备图像

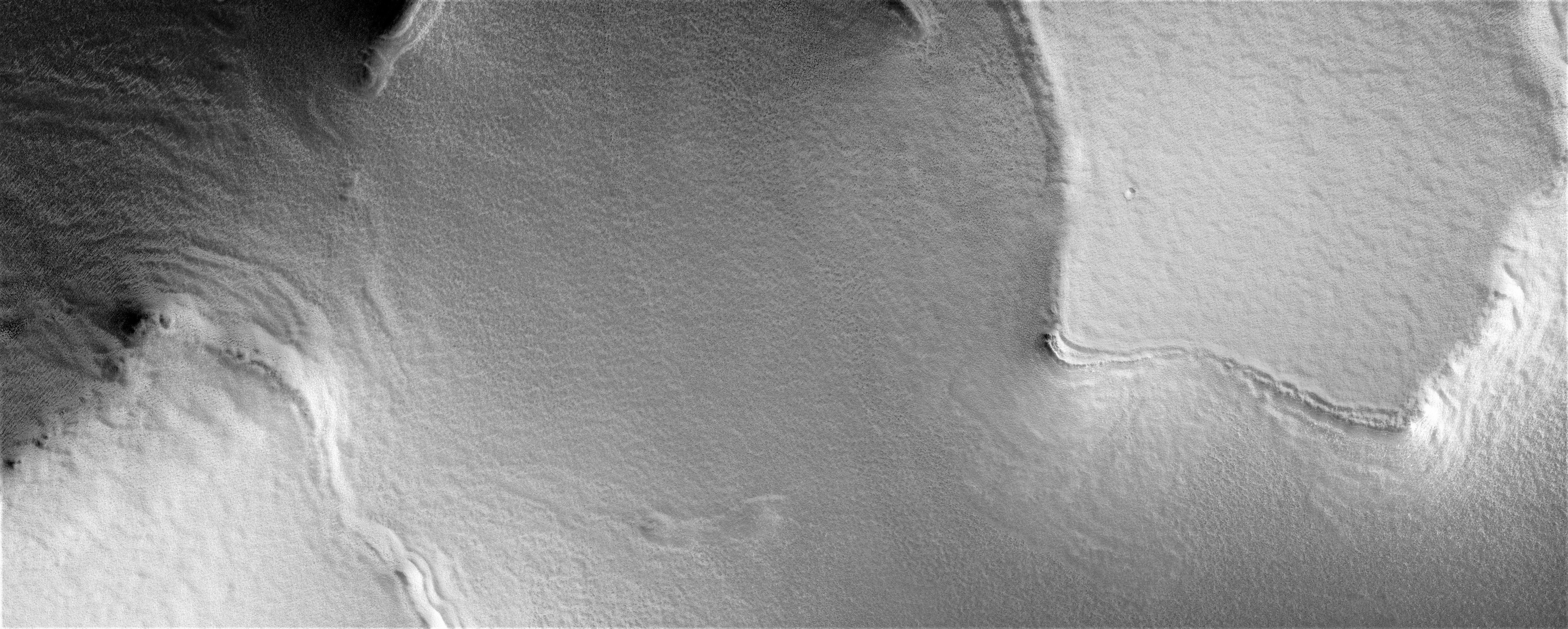
北极峡谷—阿瓦洛斯丘群南部区，显示了阿瓦洛斯丘群4号和5号小丘[1]。
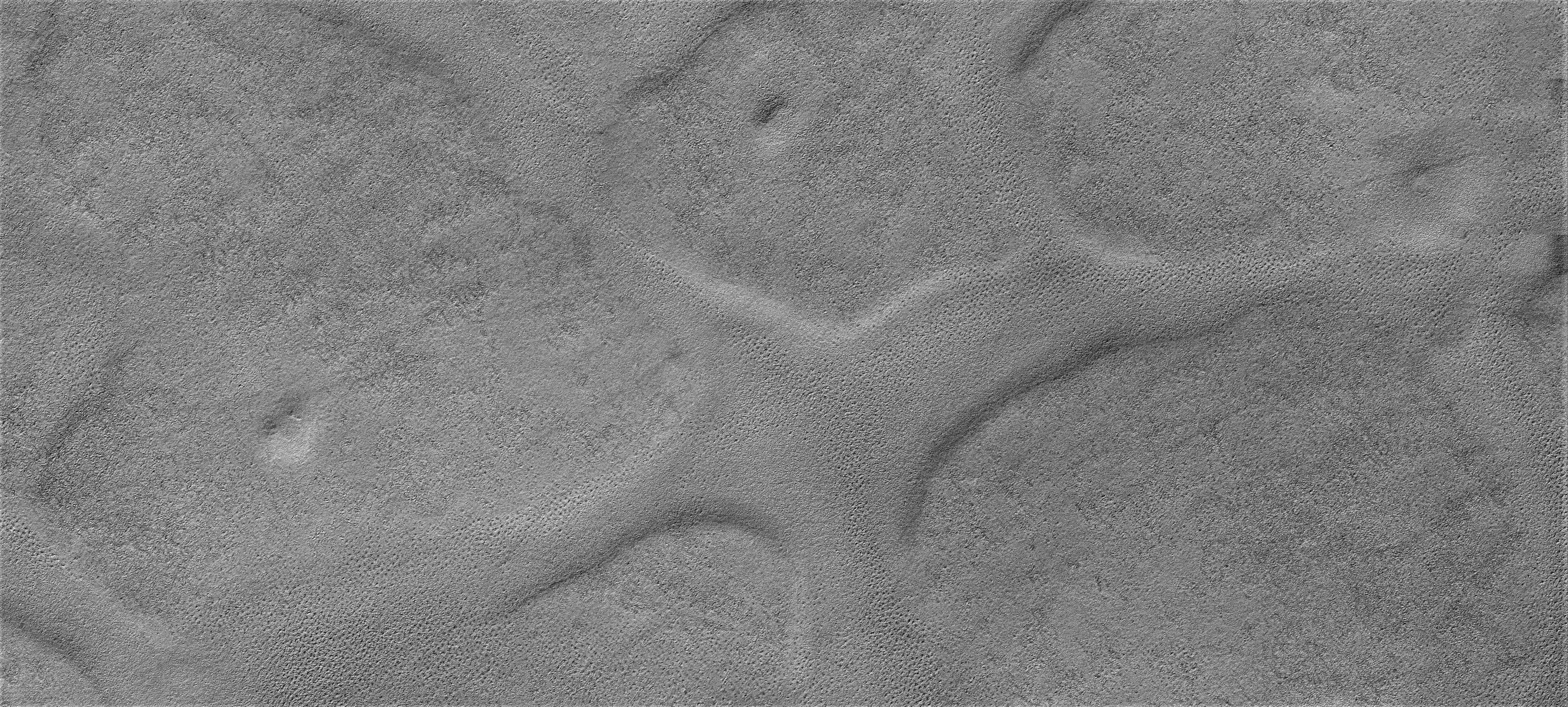
阿瓦洛斯丘群附近的地形。

## 另请查看
- 哈葛尔沙丘场
- 尼罗火山口沙丘场